# Henry Alfred Pegram

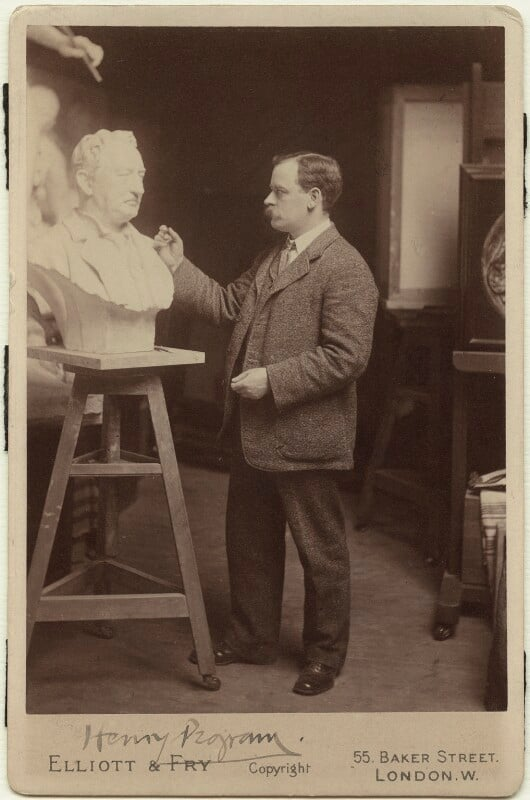
Henry Alfred Pegram (1862–1937). Fotografie von Elliott & Fry

Henry Alfred Pegram (* 27. Juli 1862 in London; † 26. März 1937 ebenda) war ein britischer Bildhauer und bedeutender Vertreter der New-Sculpture-Bewegung.

## Leben

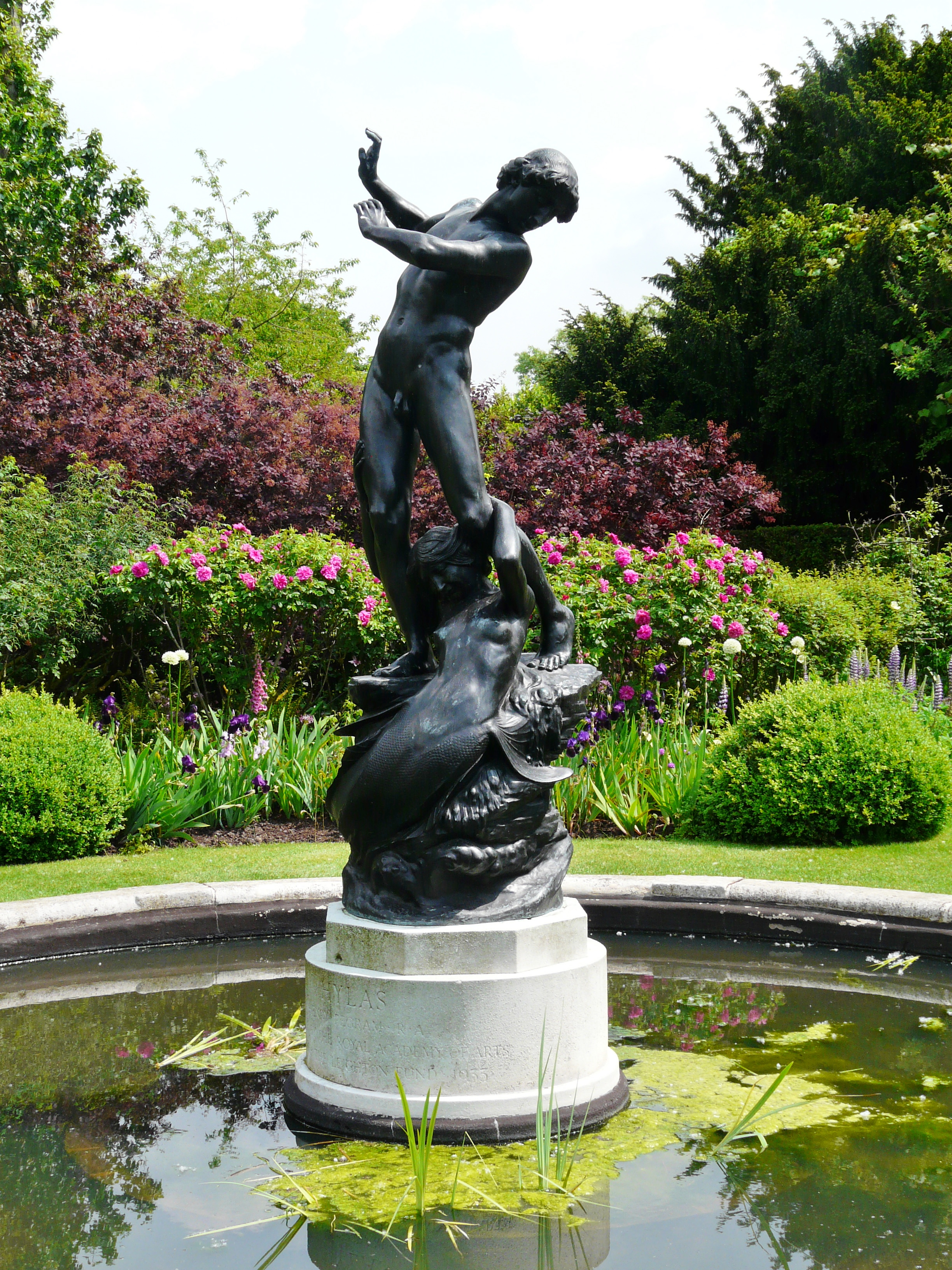
Hylas von Henry Alfred Pegram, St John's Lodge Garden, Regent’s Park, London

Henry Alfred Pegram wurde in Camden Town, London, geboren. Er begann seine künstlerische Ausbildung an der West London School of Art und trat 1881 in die Royal Academy Schools ein. Dort wurde er in den Jahren 1882, 1884 und 1886 mit Preisen ausgezeichnet. Nach seinem Abschluss arbeitete er von 1887 bis 1891 als Assistent des Bildhauers Hamo Thornycroft. 1890 wurde er Mitglied der Art Workers’ Guild. 1904 wurde er zum Associate der Royal Academy ernannt und 1922 schließlich zum Royal Academician gewählt. Henry Alfred Pegram starb am 26. März 1937 in seinem Wohnhaus in Belsize Park, Hampstead, London, an einer Hirnblutung.

## Werk

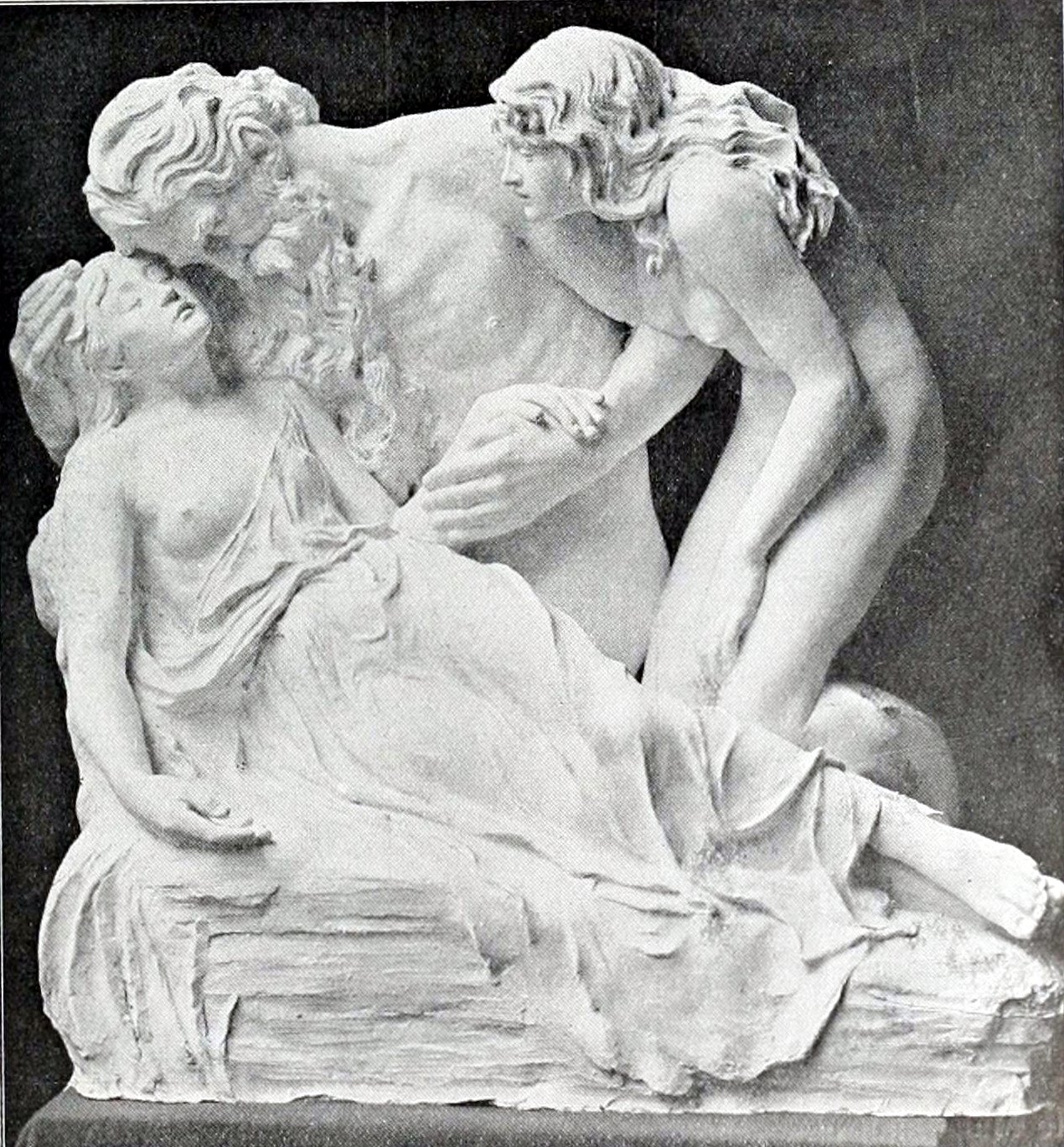
Henry Alfred Pegram: Ophelia and the River Gods – „Die Flussgötter und Ophelia“ ist eine Darstellung der mythologischen Geschichte von Ophelia aus Shakespeares Hamlet. Ophelia ertrinkt in einem Fluss, umgeben von Flussgöttern. Die Skulptur fängt das emotionale Drama und die Tragödie dieser Szene ein und spiegelt das viktorianische Interesse an klassischer Mythologie und literarischen Themen wider.

Henry Alfred Pegram war ein bedeutender Vertreter der New-Sculpture-Bewegung, die sich durch eine realistischere und dynamischere Darstellung in der Bildhauerei auszeichnete. Seine Werke zeigen eine starke dekorative Sensibilität, ein ausgeprägtes Gespür für Licht und Schatten sowie eine architektonische Qualität. Sie sind stilistisch monumental, voller Bewegung und Leben, und seine Draperien sind präzise modelliert.

### Auszeichnungen
- Bronzemedaille auf der Pariser Weltausstellung 1889 für Death Liberating a Prisoner
- Goldmedaille in Dresden 1897 für The Last Song
- Silbermedaille auf der Pariser Weltausstellung 1900 für Sibylla Fatidica

### Werke (Auswahl)
- Ignis Fatuus (1889)
- The Last Song (1897)
- Bronzene Kandelaber in der St. Paul’s Cathedral, London (1897)
- Sibylla Fatidica (1900–1904), eine lebensgroße Marmorskulptur, die 1904 der Tate Gallery übergeben wurde
- Reliefs an der St Paul’s Girls’ School, Brook Green (1903)
- Statue von Thomas Browne in Norwich (1905)
- Into the Silent Land (1905), der Golders Green Crematorium 1937 von der Royal Society of Arts geschenkt
- Statue von Sir John Logan Campbell in Auckland, Neuseeland (1906)
- Steinfries am Aston Webb Building der University of Birmingham (1907)
- Statue von Cecil Rhodes in Kapstadt, Südafrika (1910)
- Statue von Llywelyn ap Gruffydd in der Cardiff City Hall (1913)
- Ophelia and the River Gods (1914)
- Denkmal für Edith Cavell in Norwich (1917)
- Victory auf dem Kriegerdenkmal am Cunard Building, Liverpool
- Hylas (1922), 1933 im Rosengarten des Regent’s Park, London, aufgestellt
- Preston Cenotaph in Market Square, Preston, Lancashire (1926)
- Statue von Sir Robert Hart in Shanghai